# Codakia distinguenda
Codakia distinguenda är en musselart som först beskrevs av Tryon 1872.  Codakia distinguenda ingår i släktet Codakia och familjen Lucinidae. Inga underarter finns listade i Catalogue of Life.